# The Ballad of Cable Hogue
The Ballad of Cable Hogue (Brasil: A Morte Não Manda Recado / Portugal: A Balada do Deserto) é um filme de 1970 dirigido por Sam Peckinpah e estrelado por Jason Robards, Stella Stevens e David Warner.

## Recepção
Rotten Tomatoes site agregador de revisão lista o filme como 93% "fresco" com base em 13 comentários positivos em 14. A pontuação do público é 81% positiva com base em mais de 3700 avaliações.